# Крюков Костянтин Віталійович
Костянтин Віталійович Крюков (рос. Константин Витальевич Крюков; нар. 7 лютого 1985, Москва) — російський кіноактор, продюсер, ювелір, художник.

## Біографія
Костянтин Крюков народився 7 лютого 1985 року в Москві в сім'ї актриси Олени Сергіївни Бондарчук (1962—2009) і доктора філософських наук Віталія Дмитровича Крюкова. Костянтин доводиться онуком легендарному радянському режисерові і акторові Сергію Федоровичу Бондарчуку і актрисі Ірині Костянтинівні Скобцевій.
Дитинство провів у Швейцарії. За наполяганням діда закінчив з відзнакою художню школу в Цюріху. Навчався в школі при посольстві Німеччини в Москві, при цьому 10-11 клас закінчив екстерном. У 2001 році у віці 16 років став одним з наймолодших випускників Американського інституту геммології (GIA) (Московська філія) та дипломованим геммологом (спеціаліст з дорогоцінного каміння). У тому ж році вступив до філії МДЮА, яку закінчив у 2006 році. Кілька років працював консультантом у російських і зарубіжних компаніях. З 18-ти років грає в кіно і знімається у телевізійних проектах.
Акторський дебют відбувся в 2005 році, коли Костянтин з'явився на екранах країни в ролі Джоконди у фільмі «9 рота». 
У 2009 році спільно з британською компанією The Saplings Крюков випустив свою першу ювелірну колекцію під назвою «Вибір».
Захоплюється живописом (є власна художня майстерня в Празі), ювелірним мистецтвом, фотографією, плаванням, любить читати. Знявся в дебютному кліпі на пісню «Я люблю тебе, Київ» співачки «Пильци».
Фігурант бази даних центру «Миротворець» (свідоме порушення державного кордону України та незаконна комерційна діяльність в окупованому РФ Криму).

## Нагороди та звання
- Одним з головних досягнень Костянтин Крюков вважає Орден імені Франца Кафки інновації в мистецтві, яким він був урочисто нагороджений у Празі. Лауреатами цієї премії в різний час були такі видатні режисери, як Стівен Спілберг і Мілош Форман.

- Орден присуджено за серію художніх полотен під загальною назвою «Мислеформи», які за оцінкою найавторитетніших експертів не мають аналогів у світовому живописі ні за формою, ні за змістом, ні за технікою виконання.

За словами відомого чеського художника Яна Гайди: "Картини цього художника, якого я вважаю Першим Генієм XXI століття, це не реалізм, що не сюрреалізм, що не змін і не експресіонізм, що не куб, що не коло і зовсім не квадрат, нехай навіть і чорний! Це взагалі не «-ІЗМ». Це «Матриця» Світобудови в Живопису. Художників в історії людства — десятки тисяч. Відомих майстрів — сотні. Найвідоміших за всю історію полотна і пензля — десятки. Але справжніх Геніїв — одиниці! ".

## Ювелірна справа
Костянтин з дитинства захоплювався ювелірним мистецтвом. Першим прикрасою, яку створив Крюков власноруч в 17 років, був подарунок матері- кільце, що має унікальне закріплення діаманта. З тих пір Костянтин щороку самостійно розробляє дизайн прикрас для подарунків близьким.
У 2005 році виступив автором дизайну кілець для власного весілля. Ескізи цих кілець лягли в основу для створення серійних прикрас.
У 2007 році Костянтин Крюков почав створювати авторські ювелірні колекції.
У 2009 році спільно з британською компанією The Saplings випустив свою першу ювелірну колекцію під назвою «Вибір». 

## Сім'я
- Дід — Сергій Федорович Бондарчук (1920—1994)
- Бабуся — Ірина Костянтинівна Скобцева
- Мати — актриса Олена Бондарчук (1962—2009)
- Батько — Віталій Дмитрович Крюков — підприємець, Доктор філософії, гемолог
- Тітка — кінорежисер Наталія Бондарчук
- Дядько — кінорежисер Федір Бондарчук
- Дружина — Аліна Алексєєва.
- Дочка Юлія Крюкова (нар. 7 вересня 2007[2]) від колишньої жінки (шлюб з 24 лютого 2007 по 6 листопада 2008[3]) Євгенії Крюкової (д. Варшавская) (нар. 1983[4])
- Двоюрідний брат Іван Бурляєв

## Фільмографія
- 2005 — 9 рота — Рядовий Петровський «Джоконда»
- 2006 — Спека — Костя
- 2006 — Любов як любов — Михайло Прорва
- 2006 — Три напівграції
- 2006 — Дев'ять місяців
- 2007 — Дочки-матері — Костянтин Скворцов
- 2007 — Нульовий кілометр — Артур
- 2007 — Скарб: Страшно новорічна казка — Дід Мороз, Льоша Городків
- 2009 — Пікап: зйом без правил — Андрій
- 2009 — Солдати Скіфська наречена — Ландишев Андрюша
- 2010 — Однокласники
- 2011 — На гачку! — Костя / Олександр Власов
- 2011 — Без сліду — Філіп Рибаков
- 2011 — Ліки для бабусі — Женя Писарєв
- 2011 — Ластівчине гніздо — Роман
- 2012 — Огіркова любов — «Ілля Воронін»
- 2012 — Місяць Місяць — Влад Соколов
- 2012 — Соло на саксофоні
- 2012 — З новим роком, мами! — Новела «Війна мам»
- 2012 — Все просто! — Женя
- 2013 — Що творять чоловіки! — Ярик
- 2013 — Найкраща дівчина Кавказу — Шурик
- 2013 — Ось це любов!
- 2013 — Секс, кава & сигарети
- 2016 — Вовкулаки

## Телевізійні проекти
- 9 Місяців (Перший)
- Три напівграції (Росія)
- Любов як Любов (Перший)
- Дочки Матері (СТС)
- Зірка Імперії (Росія)